# The Owl
The Owl (La Chouette) è una serie televisiva a cartoni animati prodotta dalla Studio Hari e creata da Alexandre So, esordita nel 2007 su France 3.

## Episodi
1. La Bufera
2. La Formica
3. Bolle
4. Il Picchio
5. Il Temporale
6. Civetta sulle montagne russe
7. Pipistrello Civetta
8. The Pigeons
9. Mele
10. Pulcini Pericolosi
11. Civetta e gli agguati
12. La Cena
13. Salita All'Ultimo Bruco
14. Civetta e Scoiattolo
15. I Terribili Pupazzi
16. The Tyre Swing
17. The Bees
18. Badminton
19. L'ora del Ragnetto
20. The Magpie
21. Christmas Small Boxes
22. Trampolino
23. Surveillance
24. Civetta Spaziale
25. The Kite
26. Break Dance
27. Chewing Gum
28. Il Bradipo
29. Boomerang
30. Master Crow
31. Sheep
32. L'insopportabile Pappagallo
33. The Cardinal
34. Civetta & Mosquito
35. The Shoalin Frog
36. Monkey Musician
37. The Dung Beetle
38. The Pinball
39. The Fireflies
40. The Elevator
41. The Prop Tree
42. Il Camaleonte
43. Ball Trap
44. Child's Play
45. Living Nature
46. The Dream
47. The Fly
48. Flying Saucer
49. Christmas Present
50. La Giraffa
51. Fireworks
52. Il Party